# Friederikensiel
Friederikensiel is een klein dorp in de gemeente Wangerland in de Duitse deelstaat Nedersaksen. Het dorp maakt deel uit van het Landkreis Friesland. Friederikensiel ligt 4 km ten noorden van Hohenkirchen, de zetel van Wangerlands gemeentebestuur.
Het dorp ligt aan het uiteinde van het Friederikentief aan een oude zeedijk. Het in 1721 gestichte dorp, het diep en de polder Friederikengroden waarin zij liggen zijn vernoemd naar Hedwig Friederike van Württemberg-Weiltingen, de echtgenote van Johan August van Anhalt-Zerbst, de vorst van Anhalt-Zerbst die sinds 1667 ook heer van Jever was. Deze had van het dorp een havenplaats willen maken, maar door te sterke verzanding van de aangelegde haven moest dit project in 1758 worden opgegeven.  Zoals de naam al aangeeft ligt het dorp nabij een zijl. In de 19e en 20e eeuw is het dorp als gevolg van kwelderwerken, de inpoldering van  de Elisabethgroden, een kilometer landinwaarts komen te liggen. 